# Russische Sauce
Als Russische Sauce (frz. sauce russe) bezeichnet man verschiedene Saucen der klassischen Küche.
- Für die warme Sauce kocht man eine Velouté mit Saurer Sahne, mischt diese mit geriebenem Meerrettich und Estragonessig.
- Als kalte Sauce mischt man Mayonnaise mit Krebsfleisch- und Kaviarpüree. Abgeschmeckt wird mit Senf und Worcestersauce.[1]

Als Russisches Dressing bezeichnet man verschiedene Saucen auf Mayonnaisebasis in der Küche der Vereinigten Staaten, bzw. der dortigen Lebensmittelherstellung. Ursprünglich ähnelte es der Russischen Sauce, es etablierte sich jedoch eine Sauce aus Mayonnaise und Ketchup, welche mit Meerrettich, Senf und Gewürzen pikant abgeschmeckt wird. Sie ähnelt dabei dem Thousand-Island-Dressing und French Dressing, es gibt aber auch Varianten auf Essig-Öl-Basis.